# بريدراغ توميتش
بريدراغ توميتش هو لاعب كرة قدم صربي في مركز الدفاع، ولد في 1953 في جمهورية يوغوسلافيا الاشتراكية الاتحادية. لعب مع نادي أو إف كيه بيوغراد ونادي بارتيزان.